# Comunicación de la ciencia
Por comunicación de la ciencia se entienden todos los procesos comunicativos que se dan al interior de la comunidad científica y de ésta con la sociedad. Las expresiones más conocidas de la relación ciencia-sociedad son el periodismo científico y la divulgación de la ciencia.[cita requerida]
La comunicación de la ciencia es un conjunto de prácticas sociales y culturales complejas. Entenderla requiere de una colección de herramientas teóricas interdisciplinarias. El acercamiento a este tema desde la historia reúne dichas herramientas al tiempo que presenta ejemplos del pasado muy bien estudiados. Hay tres conceptos que son indispensables para la comprensión del fenómeno: la ciencia, la comunicación y la cultura.[cita requerida]

## Modelos
A lo largo de los estudios sobre la comunicación de la ciencia, los primeros modelos otorgaban un papel activo en el proceso de comunicación exclusivamente al emisor. Dichos modelos consideraban la existencia de esferas aisladas, separadas y completamente autónomas como la llamada comunidad científica y el público. De esta manera se observaría a la comunicación de la ciencia como una actividad referida a un proceso lineal (de los primeros a los segundos). Estos modelos se han ido enriqueciendo con el uso de otras herramientas teóricas aportadas por los estudios sociales de la ciencia. Ahora se considera que los científicos y el público están inmersos en una esfera cultural. Donde el proceso lineal de comunicación no sucede como tal, ya que existen diversas audiencias de científicos y no-científicos con múltiples intereses, participaciones y diversos criterios para validar el conocimiento. Siendo así, los procesos comunicativos no solo se dan en una dirección.

### Modelo canónico de difusión
El modelo canónico de difusión plantea que el conocimiento científico es generado por una élite educada y certificada, guiada por ideales como objetividad y bien común. Este conocimiento puro se va diluyendo en función de cuán distante se encuentre el público del científico, es decir, de cuántas reformulaciones ha habido antes de llegar al destinatario final. Aquí el público es considerado pasivo y simplemente recibe el conocimiento que se le brinda.

### Modelo del déficit
En el modelo del déficit el público es concebido como carente de ciertos conocimientos científicos que debería poseer. La determinación de lo que el público necesita saber es externa, y la comunicación de la ciencia se concibe como la herramienta capaz de rellenar los vacíos cognitivos en temas científicos.

### Modelo de validación (público)
En este modelo se considera al conocimiento científico como un producto que debe venderse. Los temas elegidos y la manera en que son presentados son moldeados por la idea que los productores de dicho conocimiento tengan de los deseos del público. Este, entonces, tiene la función de validar y justificar el uso de recursos económicos de la industria científica. Aquí ya la participación del público es valorada.

### Modelo cultural
En los modelos anteriores el flujo de información y productos es unidireccional, desde quien posee el conocimiento hacia quien no lo tiene. En este modelo se toma en cuenta tanto la imagen que tiene el público de la ciencia y cómo ésta afecta la actividad científica, la generación de conocimiento y la difusión del mismo. Adicionalmente se toma en cuenta el conocimiento sobre la naturaleza que se genera en la cultura popular, llamado ciencia popular.

### Modelo de participación
En el modelo de ciencia participativa, se toman en cuenta las dimensiones sociales de la producción científica, factores tecnocientíficos, activistas, organizaciones no gubernamentales y otros actores sociales. En este modelo el público no es visto como una audiencia pasiva, sino como un integrante fundamental en la generación y propagación del conocimiento científico. El término público, que se asocia con una pasividad, se sustituye por ciudadanía. La interacción ciencia-ciudadanía es el eje de interés de este modelo.

## Casos destacados
Para entender el proceso de comunicación en el transcurso de la historia de la ciencia resulta muy útil revisar algunos casos particulares para observar cómo se dio en un contexto determinado.

### Galileo comunicador
Galileo Galilei fue un relevante matemático, astrónomo y filósofo de su tiempo. Además, fue un hábil comunicador, que supo adaptar su discurso a una variedad de públicos según los intereses que tuvo en cada momento. 

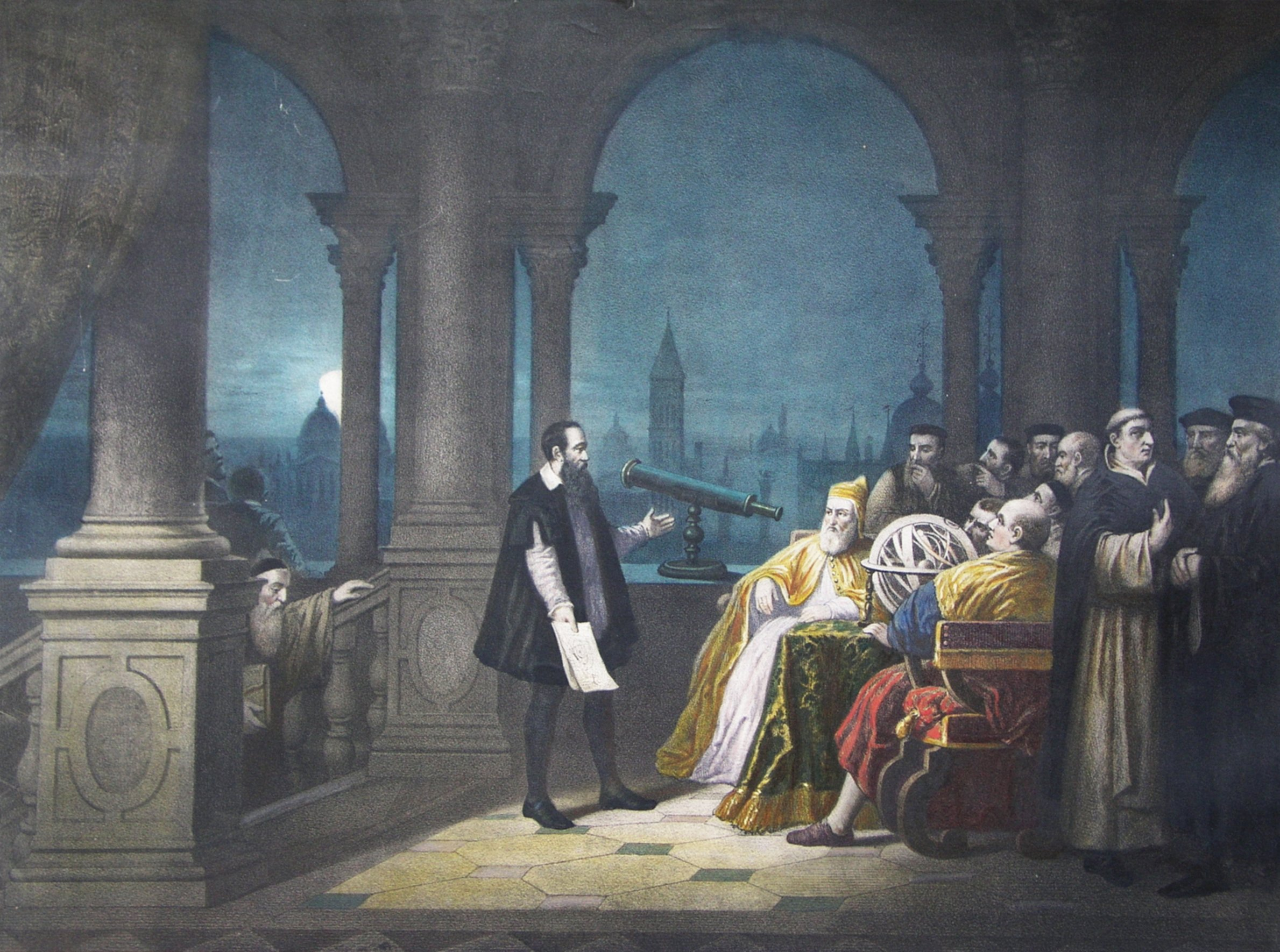
Pintura que representa a Galileo mostrando su telescopio a Leonardo Donato, duque de Venecia.

En varias ocasiones Galileo dedicó instrumentos de su creación a personas o instituciones que podían brindarle apoyo. Cuando perfeccionó su telescopio, lo ofreció a los regentes de Venecia, resaltando sus aplicaciones militares y navales. Galileo fue recompensado con una plaza permanente en la Universidad de Padua.
Tras una compleja negociación, obtuvo autorización para dedicar su obra Sidereus Nuncius a la familia de los Medici. El descubrimiento de cuatro satélites de Júpiter y su asociación con esta corte, apuntaló la imagen de nobleza que tanto importaba a los Medici. Con esto logró pasar de la universidad a la corte, aumentar su salario y obtener reconocimiento internacional.
Sus viajes y presentaciones públicas al interior de Italia, así como su intercambio de cartas con científicos en toda Europa, resultaron en su legitimación como astrónomo y filósofo ante esas comunidades.

### Jane Marcet: las mujeres y las niñas

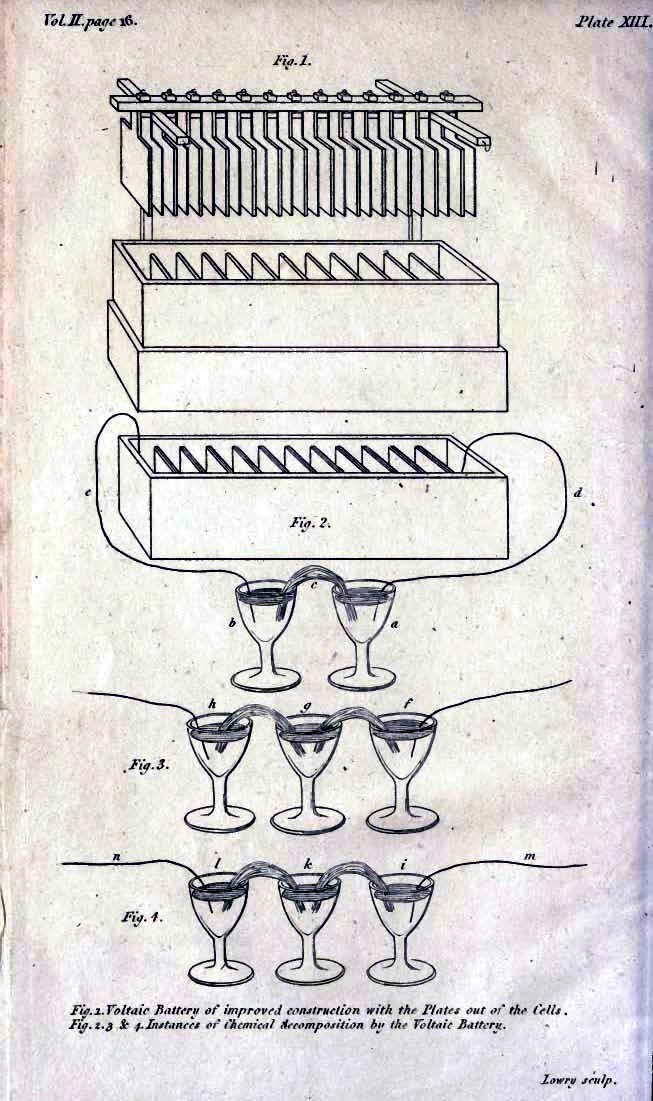
Ilustración que aparece en Conversations.

En 1806 se publica Conversations on Chemistry, de Jane Haldiman Marcet (1769-1858). Además de presentar conocimientos elementales de la química en forma de conversaciones, la publicación creó un foro que tuvo efectos culturales importantes: ofrecer a las mujeres y niñas la posibilidad de acceder al conocimiento científico.
La estructura del texto progresa con interrogantes y respuestas entrelazadas. La ingenuidad de cada pregunta radica en una provocación por encauzar ordenadamente una serie de explicaciones en donde Mrs. B (la tutora) sabe, mientras que Caroline y Emily son alfabetizadas en la química elemental. Las preguntas sirven como detonadores y las respuestas ayudan a establecer inferencias.
La autora presenta hechos reales, tanto de la vida cotidiana, como del laboratorio. No se limita a informar sobre química, sino que el texto está permeado por pautas del comportamiento adecuado para las señoritas de ese momento. Por ejemplo, se destaca a la mujer como espectadora pasiva de la ciencia; el texto solo pretende formar madres y esposas instruidas.

### Las múltiples lecturas de Vestigios
Vestigios de la historia natural de la creación fue publicado por primera vez en Inglaterra en el año 1844 de forma anónima. La obra, escrita en un lenguaje claro, se adentra en temas polémicos del momento como la evolución del Sistema Solar y el universo en general, llegando a la formación de la Tierra y los seres vivos que en ella habitan, desde los más elementales hasta el hombre, haciendo uso de una teoría que proponía la sucesión de especies. El libro fue criticado por muchos científicos alegando falta de rigor o precisión sus planteamientos.

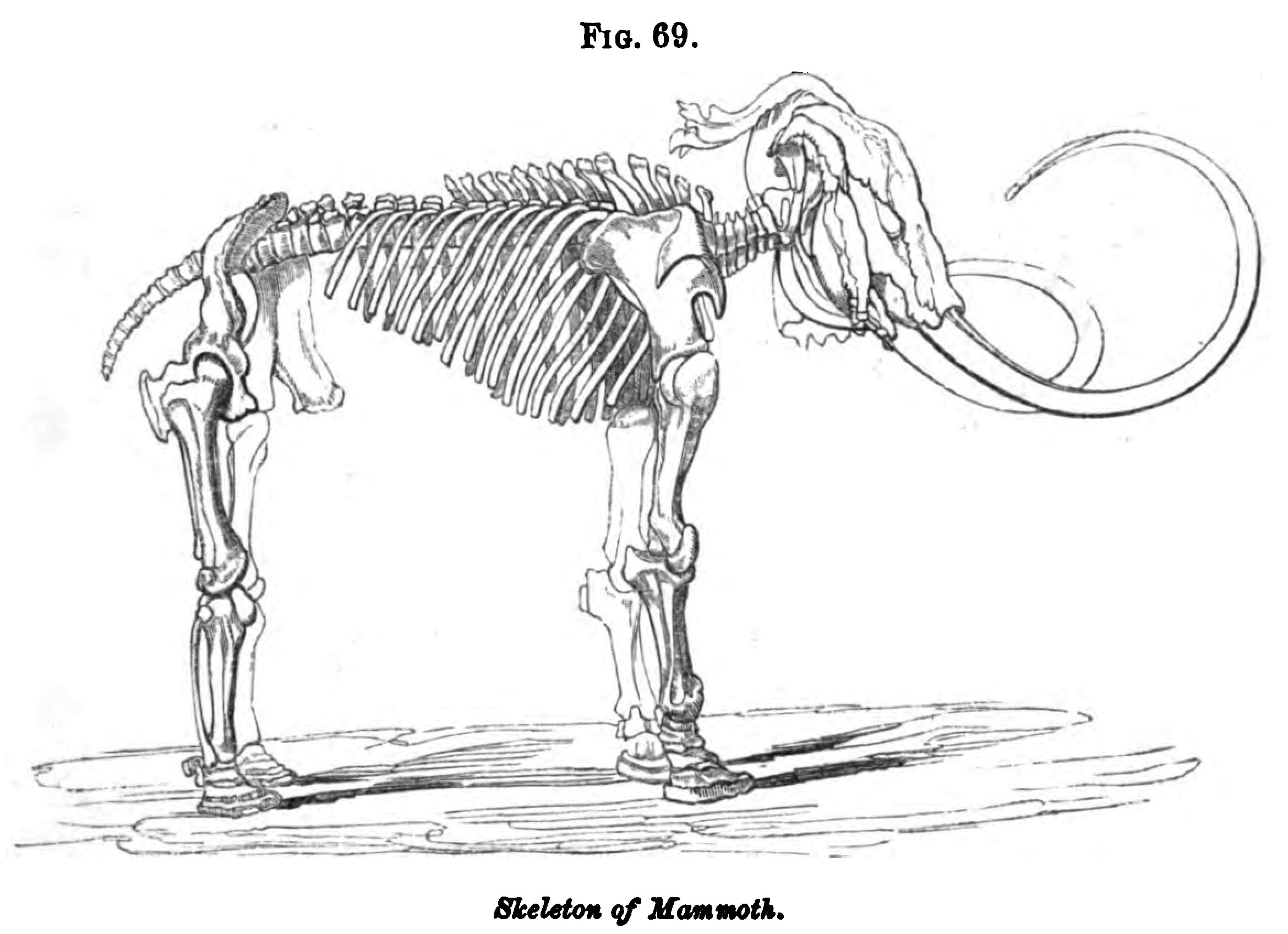
Esqueleto de mamut. Figura 69 de la décima edición de Vestigios.

El estudio de la publicación y la recepción de este libro es una clara evidencia de que una misma obra puede ser leída de múltiples formas, en dependencia de las particularidades del contexto social y de los grupos específicos a los que pertenece el lector. Así, se demuestra que la lectura (o la recepción de cualquier producto comunicativo en general) es un acto de carácter social, más que personal.
En sentido general, los grupos con una postura política más ortodoxa (como la aristocracia o los representantes de la Iglesia Anglicana) se declararon en contra de Vestigios. La perspectiva de sucesión entre las especies y de cambio de la naturaleza que proponía el libro podía ser abrazada por aquellos que defendían un cambio del orden social victoriano, constituyendo entonces una amenaza para el status quo.
Por su parte, los representantes de la Iglesia Unitaria y la clase media, más flexibles al cambio, simpatizaban con la obra por el hecho de poner a debate teorías polémicas sobre la naturaleza, aunque no siempre estuvieran de acuerdo con todos sus planteamientos.
Varios años después el autor de Vestiges fue develado: se trataba de Robert Chambers, un reconocido editor de publicaciones periódicas. Su trabajo sirvió para familiarizar al público de la época con conceptos como leyes naturales y sucesión de especies, preparando el terreno para El origen de las especies, de Charles Darwin con su propuesta de teoría evolucionista y leyes de selección natural.

### Rachel Carson y el activismo social
Una obra de gran importancia para la comunicación de la ciencia fue la realizada por Rachel Carson. Su libro titulado Primavera silenciosa (1962) pone en relieve los efectos nocivos producidos por diversos productos químicos (como plaguicidas y el DDT) en la contaminación del ambiente. La obra de Carson produjo una respuesta activa por parte de diversos grupos de la sociedad para enfrentar el uso indiscriminado de dichos tóxicos.

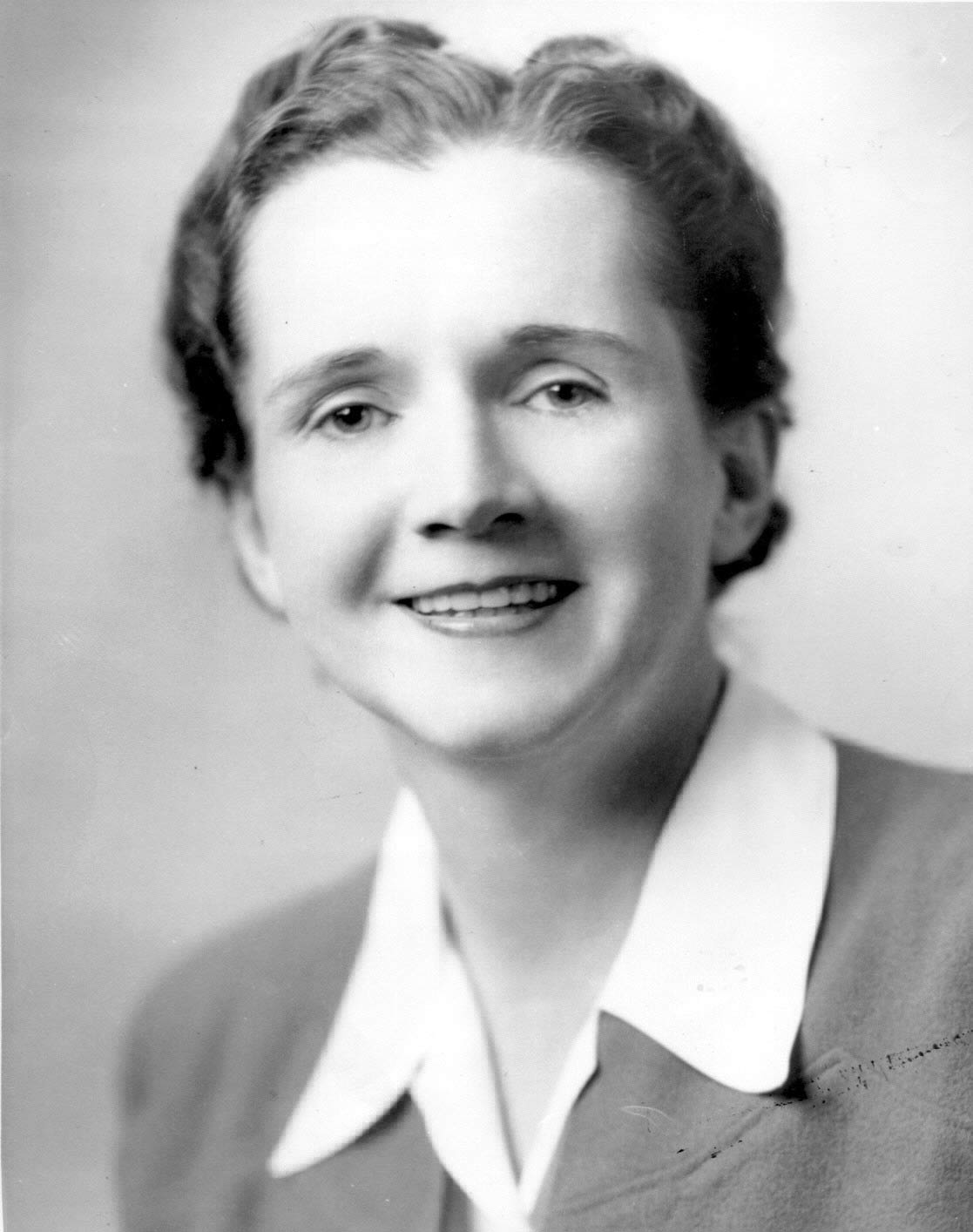
Retrato de Rachel Carson.

La importancia de la obra Primavera silenciosa radica en la manera en que múltiples e importantes informaciones científicas de diversas disciplinas, fueron sintetizadas en un relato coherente, de prosa fluida y en términos accesibles para una diversidad de audiencias. En dicha obra se explican los efectos dañinos de químicos y pesticidas sobre el ambiente, la flora, la fauna, los alimentos y la salud humana. Al final del libro, Carson, propone caminos alternativos para solucionar dicho problema ambiental, al considerar opciones no químicas para el control de insectos.
Primavera silenciosa se dirigió a múltiples audiencias (urbanas y suburbanas) en diversas formas. Por ejemplo, el contenido del libro se adaptó a una serie de capítulos por entregas publicados en The New Yorker y la CBS realizó un documental televisivo partiendo de los contenidos escritos en dicho texto original. La obra de Rachel Carson fue de gran importancia en la gestación y formación de diversos grupos ambientalistas en contra de la manera indiscriminada del uso de diversos productos químicos en el medio ambiente.

## Terminología
Existe una variedad de términos que se utilizan para hablar de comunicación de la ciencia: divulgación científica, popularización de la ciencia, difusión, alfabetización científica. Esto ha creado polémica dentro del campo, ya que resulta difícil llegar a un consenso para determinar el término adecuado para referirse al fenómeno.
El término difusión de la ciencia resulta demasiado limitado para definir el proceso de comunicación. Esta idea se encuentra más cerca de dar a conocer que de explicar, minimiza el papel de la explicación, elemento fundamental para una buena comunicación de la ciencia. Véase también Modelo Canónico.
La alfabetización científica es un concepto asociado al Modelo del Déficit con las limitaciones que este implica, es decir, asume una ausencia de conocimiento que debe ser remediada mediante estrategias como la educación formal en la escuela.
Divulgar o popularizar son los términos más utilizados e implican hacer público algún conocimiento. Una de las críticas que ha tenido el término divulgar es su asociación con vulgarizar, como sinónimo de vulgar. El origen etimológico de la palabra remite a vulgus, de origen latino, que nombra no a la expresión vulgar, sino a las lenguas vulgares, vivas, imprescindibles para llegar al pueblo.